# Gerdkûh
La forteresse de Gerdkûh est située à 17 km à l'ouest de Damghan dans la province de Semnan en Iran. Gerdkûh est l'une des principales places fortes qui ont été occupées par les Assassins.

## Histoire
Gerdkûh remonte peut-être à la période préislamique. La première mention de ce site date du Xe siècle pendant la période de diffusion de l'ismaélisme. Son premier possesseur serait le dâ`i 'Abd al-Malik al- Kawkabi, un des successeurs directs d'Abû Hâtim ar-Râzî. Au XIe siècle, la forteresse devient la possession des émirs seldjoukides de Damghan. De la fin du XIe siècle jusqu'au XIIIe siècle, Gerdkûh fait partie des forteresses nizârites pendant la période d'Alamut.
Le siège de Gerdkûh par les Mongols commence en mai 1253 (rabî` al-awwal 651 A.H.). La garnison ne se rend que dix-sept ans plus tard à cause du manque de vêtements en décembre 1270 (rabî` ath-thani 669 A.H.), c'est-à-dire treize ans après la chute d'Alamut livrée sans combat en 1256. La forteresse n'a pas été rasée et a été utilisée jusqu'en 1384. Elle est complètement abandonnée pendant le règne des Séfévides.